# 月の魔法 (FANATIC◇CRISISの曲)
「月の魔法」（つきのまほう）は、2003年11月にリリースされたFANATIC◇CRISISの通算29枚目のシングルである。発売元はSTOICSTONE。

## 解説
前作より7カ月ぶりのシングル。
累計売り上げは5000枚超で、前作をさらに下回った。メジャーデビュー以降最低記録。
日本テレビ系『ぐるぐるナインティナイン』エンディングテーマ。

## 収録曲
1. 月の魔法 [4:38]
2. heavenly body <天体> [3:59]
3. ピンクフラミンゴ [2:51]
4. 月の魔法 (Vox Less Version)
5. heavenly body <天体> (Vox Less Version)
6. ピンクフラミンゴ (Vox Less Version)

## 収録作品
- marvelous+（#1）
- THE BEST of FANATIC◇CRISIS Single Collection02（#1）
- THE BEST of FANATIC◇CRISIS B-Side Collection（#2,3）